# Fletcher Henderson
Fletcher Henderson, właśc. James Fletcher Hamilton Henderson (ur. 18 grudnia 1897 w Cuthbert, zm. 29 grudnia 1952 w Nowym Jorku) – amerykański pianista jazzowy, aranżer, kompozytor i bandlider.

## Życiorys

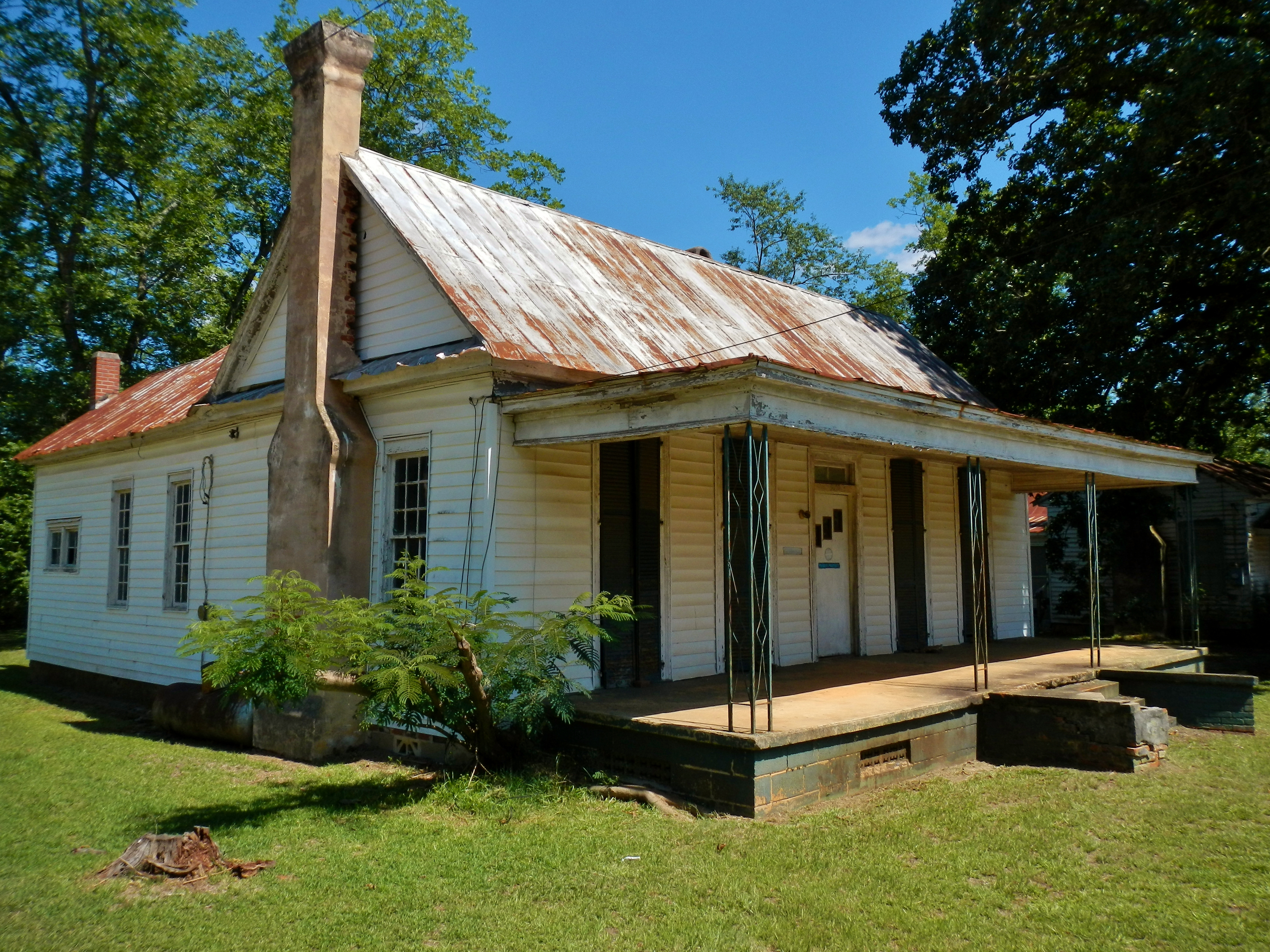
Dom rodzinny Fletchera Hendersona

W 1920 roku współpracował z wydawnictwem muzycznym Pace-Hady. Rok później wziął udział w trasie koncertowej, występując z Ethel Waters. W 1922, będąc wówczas w Nowym Orleanie poznał Louisa Amstronga, zaczynającego karierę jako kornecista. W 1923 spotkał się z kilkoma innymi muzykami na przesłuchaniu, z którymi to założył zespół. Na współpracę zgodził się również Louis Armstrong.
Początkowo Henderson był w zespole jedynie pianistą, jednak w 1927 orkiestra straciła aranżera, a Henderson postanowił zająć jego miejsce. Wtedy właśnie ujawnił się jego wyjątkowy talent do aranżacji.
Jeszcze przed odejściem aranżera, Fletcher Henderson Orchestra opuścił Armstrong. W zespole przez lata grało wielu muzyków, którzy z czasem zaczęli budować własne kariery solowe, jak Coleman Hawkins czy Don Redman.
W 1934 Henderson współpracował z Bennym Goodmanem, który zakładając nowy big-band potrzebował nowych aranżacji. Goodman zwrócił się z tym właśnie do Hendersona. Zagrał on nawet z zespołem Benny'ego w sierpniu 1935 serię koncertów. Wykonano na nich aranże Hendersona. Później wszedł on w stały skład orkiestry, tworząc dla niej kolejne aranże. Poskutkowało to również rozpadem Fletcher Henderson Orchestra. 
Z Goodmanem współpracował niemal do śmierci w 1952 roku.
Pod koniec życia założył również sekstet.